# الحركة الوطنية للتغيير (أنتيغوا وباربودا)
الحركة الوطنية للتغيير هي حزب سياسي في أنتيغا وباربودا. تأسس الحزب في عام 2002. قائد الحزب هو السير توماس.
في انتخابات 1999، كان لدى الحركة الوطنية للمقاومة مرشح واحد هو نولي هيل الذي خاض الانتخابات في دائرة سانت بيتر، ومع ذلك حصل على 33 صوتًا فقط وفشل في الفوز بمقعد.